# اسکای‌گریک ایرلاینز
اسکای‌گریک ایرلاینز (به انگلیسی: SkyGreece Airlines) یک شرکت هواپیمایی با کد یاتا GW است که در تاریخ ۲۰۱۲ میلادی تأسیس شده است.
دفتر مرکزی اسکای‌گریک ایرلاینز در آتیک، یونان واقع شده‌است و به ۷ مقصد، پرواز مستقیم انجام می‌دهد.